# Lijst van voetbalinterlands Bosnië en Herzegovina - Noord-Ierland (vrouwen)
Deze lijst van voetbalinterlands is een overzicht van alle officiële voetbalinterlands tussen de nationale vrouwenteams van Bosnië en Herzegovina en Noord-Ierland. De landen hebben tot nu toe zeven keer tegen elkaar gespeeld.

## Wedstrijden
| № | Plaats         | Datum            | Competitie                       | Wedstrijd                             | Uitslag |
| - | -------------- | ---------------- | -------------------------------- | ------------------------------------- | ------- |
| 1 | Lurgan         | 30 oktober 2013  | WK 2015 kwalificatie             | Noord-Ierland − Bosnië en Herzegovina | 0 − 0   |
| 2 | Zenica         | 14 juni 2014     | WK 2015 kwalificatie             | Bosnië en Herzegovina − Noord-Ierland | 1 − 0   |
| 3 | Rovinjsko Selo | 11 maart 2015    | Vriendschappelijk                | Noord-Ierland − Bosnië en Herzegovina | 0 − 0   |
| 4 | Zenica         | 9 april 2024     | EK 2025 kwalificatie             | Bosnië en Herzegovina − Noord-Ierland | 1 − 3   |
| 5 | Belfast        | 17 juli 2024     | EK 2025 kwalificatie             | Noord-Ierland − Bosnië en Herzegovina | 2 − 0   |
| 6 | Larne          | 25 februari 2025 | UEFA Women's Nations League 2025 | Noord-Ierland − Bosnië en Herzegovina | 3 − 2   |
| 7 | Zenica         | 3 juni 2025      | UEFA Women's Nations League 2025 | Bosnië en Herzegovina − Noord-Ierland | 1 − 1   |

## Samenvatting
| Competitie                  | Totaal gespeeld | Winst Bosnië en Herzegovina | Gelijk | Winst Noord-Ierland | Doelsaldo Bosnië en Herzegovina – Noord-Ierland |
| --------------------------- | --------------- | --------------------------- | ------ | ------------------- | ----------------------------------------------- |
| WK-kwalificatie             | 2               | 1                           | 1      | 0                   | 1 − 0                                           |
| EK-kwalificatie             | 2               | 0                           | 0      | 2                   | 1 − 5                                           |
| UEFA Women's Nations League | 2               | 0                           | 1      | 1                   | 3 − 4                                           |
| Vriendschappelijk           | 1               | 0                           | 1      | 0                   | 0 − 0                                           |
| Totaal                      | 7               | 1                           | 3      | 3                   | 5 − 9                                           |